# Openluchttheater De Doolhof
Het Openluchttheater De Doolhof is een theater in een parkachtige omgeving nabij het centrum van Tegelen in de gemeente Venlo. Het openluchttheater werd in 1926 aangelegd voor Rooms-Katholieke openluchtspelen en is ontstaan uit een laatnegentiende-eeuws processiepark. Het bezoekersgedeelte is sinds 1967 overdekt.

## Geschiedenis
Het openluchttheater ligt in een parkachtige omgeving aan De Drink in Tegelen, zuidoostelijk van het huidige Station Tegelen. Dit gebied behoorde oorspronkelijk bij de boerderij Haandertshof, die in 1887 werd gekocht door de Congregatie van Goddelijke Woord, beter bekend als de Missionarissen van Steyl. Rond 1895 werd ten zuiden van de boerderij een processiepark aangelegd als bid- en ontspanningsplaats. In 1925 werd het park voor tien jaar gepacht door Harmonie Voorwaarts
Het openluchtheater werd oorspronkelijk aangelegd om christelijke openluchtspelen op te voeren. In 1926 werd het eerste toneelspel opgevoerd; Joseph in Dothan van Joost van den Vondel. Op 23 februari 1927 werd in Den Gouden Berg het Tegelsch Openluchtspel opgericht. Tussen 1927 en 1930 werden hier achtereenvolgens opgevoerd: het Sint Franciscusspel van pater Justinus Janssen, Eva's Droom van Felix Rutten, El gran teatro del Mundo (het Grote Schouwtoneel der Wereld) van Pedro Calderón de la Barca en Youssouf van Felix Rutten. In 1931 werden voor de eerste keer de Passiespelen Tegelen opgevoerd en in 1934 werd het Tegelsch Openluchtspel omgezet in de Stichting Passiespelen. Nadat tijdens de 8e reeks voorstellingen in 1960 veel regen viel werd besloten een overkapping voor het publiek te bouwen, die uiteindelijk in 1967 gereed kwam. Sinds 1975 vinden de Passiespelen elke vijf jaar plaats. In verband met de coronapandemie vond de 21e reeks een jaar later in 2021 plaats.
Het theater wordt daarnaast gebruikt voor concerten, onder andere UB-40, Kool & The Gang, Golden Earring en K3 hebben hier opgetreden. Sinds 1984 vindt hier het Bluesrock Festival, vanaf 2023 Blues Festival, plaats. Sinds 2013 vindt hier het Internationaal Promotiefestival st-ART voor straatartiesten plaats; het grootste straattheaterfestival van Nederland, België en Duitsland. In 2023 en 2024 voert Toneelgroep Maastricht hier de musical Het was Zondag in het Zuiden over de overstroming van de Maas in 1993 op.
Theater De Bedoeling · CityCinema · Openluchttheater De Doolhof · Domani · Volkstheater Frans Boermans · Theater de Garage · Grenswerk · Maaspoort · Filmtheater De Nieuwe Scene · Theater 't Raodhoes · De Speelplaats · Openluchttheater Velden

Opgeheven: City Theater · Perron 55 · Prins van Oranje · Rembrandttheater